# مكياج سينمائي

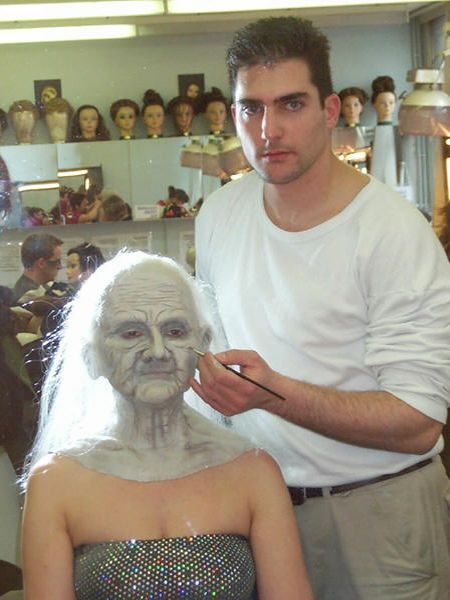
خبير مكياج سينمائي يقوم بوضع المؤثرات السينمائية على أحد طاقم التمثيل.

المكياج السينمائي بالإنجليزية:(Prosthetic Makeup) يعرف أيضا باسم مؤثرات المكياج الخاص أوالمؤثرات السينمائية (FX) وهي تقنيات تستخدم من قبل صناع الأفلام عن طريق النحت والتشويه للشكل المطلوب تجسيده، وقد أحدثت ثورة المكياج السينمائي بواسطة جون تشيمبرز في فيلم كوكب القردة وديك سميث في فيلم الرجل الكبير.

## الطريقة
يتم تحويل الممثلين إلى ووحوش وزومبي وغيره عن طريق استخدام مكياج صناعي يعروف باسم «المكياج السينمائي» يمكن تحويل الشخص إلى أي شيء تقريبًا عن طريق إضافة أجزاء من الجسم إضافية ويجب أن تبدو الأجزاء الاصطناعية معقولة وتتحرك بطريقة مشابهة للبشرة الطبيعية.
تصنع قوالب الجسم نموذج يشبه حياة الممثل ليكون للفنانين أساس للعمل فيه. وعادة ما يتم ذلك ما قبل الإنتاج بتقنية يعرف باسم «صب الحياة: Lifecasting» . وهو قالب من مطاط السيليكون متين ومقاوم للماء يمكن استخدامه على نطاق واسع لدرجة الحرارة.
يتم إنشاء النموذج الاصطناعي أو القناع من قاعدة مطاطية سائلة ليتم تطبيقها مباشرةً لجزء من أجزاء الجسم وغالباً ما يكون الوجه وهو آمن للبشرة.
ينشأ القالب الأول بعناية واجتهاد من خلال ضمادات مصنوعة من الجبس بشكل أساسي وهو نوع من أنواع الجبس الذي يحتوي على مزيلات سلفات الكالسيوم يستخدم في الأرضيات والسقوف والجدران الجافة وإنشاء منحوتات نظراً لقوتها وقوة تحملها وقدرتها على الاحتفاظ باللمعان. والزجاج الليفي الذي يتم وضعه فوق الجلد المطاطي ليصبح أكثر سمكاً، وفي حال حدوثة بشكل سلبي يتم تعبئة الجبس بإسمنت   (ألتريكال 30) وهو نوع يستخدم من الأسمنت المسمى تجاريا لصناعة قوالب قوية وصعبة ودقيقة، هذه القوالب مناسبة لتطبيق رغاوي المطاط.
عند الانتهاء من عملية النحت يصنع القالب الثاني لمنح القطعتين شكلاً إيجابياً للوجه، وقطعة أو أكثر سلبياً منحوت بالقالب الاصطناعي ثم إزالة جميع الصلصال بعناية لصب المادة الاصطناعية (الممزوجة) داخل القالب، يمكن أن تكون المادة الاصطناعية عن رغوة مطاطية أو جيلاتين أو سيليكون أو مواد أخرى مماثلة لعلاج الأطراف داخل القالب المكون من جزأين لخلق بداية تأثير المكياج.
أحد أصعب أجزاء التركيب الصناعي هي الحفاظ على الحواف والأنسجة رقيقة بقدر الإمكان لتسهل عملية الخلط وإعطاء نظرة خالية من العيوب.

## نزاع مع سيغي CGI
مع نمو صناعة الأفلام والتلفزيون لدى سيغي  في التقنيات الحديثة وتزايد إمكانيات الكامنة وراءها خشي الكثيرون من أن CGI هي «الصورة المولدة بالحاسوب'» التي ستضع إجراء لمكياج سيفكس خارج العمل. وكان هناك العديد من وجهات نظر مختلفة تنتشر حولها مثل الأمور البسيطة الغير ممكنة للعمل معها في الواقع. شارك الفنانين توم وودروف وأليك جيليس من سيفيكس وهما فنانان خبيران في مشاهد «ديناميكيات الاندماج» بالقرب من لوس أنجلوس  ووهي شركة مؤثرات خاصة أمريكية متخصصة في علم الرسوم المتحركة والمكياج الاصطناعي.
خلال مقابلة يشرحون أن معظم الأفلام تستخدم بدافع الضرورة من مجموعة من الآثار العملية و CGI يرونها كأداة يمكن إستخدامها بطريقة جيدة أو سيئة. وفقًا لما قاله فنان المكياج توم سافيني أحد فنانون سيفكس المعروف بأعماله  يوم الجمعة 13، يوم الموتى ومذبحة تكساس بالمنشار خلال مقابلة مع Tasted ،:«مازالوا يستخدمون المكياج لتصميم المخلوقات وهذا مايعملون لأجله. ولا أعتقد أنك سترى مؤثرات المكياج تتعلق على الزويا وعلامات تشير إلى: هل ستؤثر على الطعام».

## استخدام العالم الحقيقي
المكياج السينمائي لا يستخدم في الأفلام فقط، هناك نوع من (سفكس) يسمّى المولاج:Moulage وهي عملية فن تستخدم للإصابات الوهمية لغرض تدريب فرق الاستجابة لحالات الطوارئ وغيرهم من الأفراد الطبيين والعسكريين، ويستخدم أيضا لتغطية الجروح من أجل المصابين ليقلل الصدمات النفسية.

## الفنانون البارزون
- جاك بيرس (فرانكشتاين (1931)، المومياء (1932)، الرجل الذئب (1941)

- جون تشيمبرز (سلسلة أفلام كوكب القردة).

- ديك سميث (الرجل الكبير الصغير، طارد الأرواح الشريرة).

- ريك بيكر (مستئذب أمريكي في لندن، البروفيسور نوت، رجال ذو بزات سوداء، كيف سرق غرينش عيد الميلاد).

- توم سافيني (الجمعة الثالثة عشر، ظهور الموتى، ظهور الزواحف).

- روب بوتين (العوراء، المسألة، الإستدعاء الكامل).

- ستان وينستون (المبيد، المفترس، حديقة جراسيك).

- غريغوري نيكتوتيرو (الموتى السائرون).

- هوارد بيرغر (سلسلة أفلام” سجلات نارينا”)

## الأمثلة البارزة
- تايرا (أخبار أي بي سي): تجارب تايرا بانكس يختبر السمنة من خلال بدلة الدهون. عرضت في برنامج الحواري المسمى في 4 نوفمبر 2005.

- جيني بوند: مبادلة الثري (عملية المكياج).

- نينا بوت : مكياج البداية في تلفزيون ستيرن قبل وبعد وعملية المكياج

- فيكي بتلر هندرسون: مقايضة المشاهير من خلال تغطية رأس فيكي كاملاً بالأطراف الصناعية أثناء تنفيذ المكياج السينمائي.

- سامانثا فوكس : سباق المبادلة وعملية المكياج.

- جولي جوديير: تطبيق سلالة السن وتطبيق المكياج.

- تومي لي جونز: هارفي دنت/ ذو الوجهين في باتمان للأبد.

- ريبيكالوس : تطبيق المبادلة بين الجنسين وتطبيق المكياج.

- كيلي لينش: (السيد ماجو، مختلف التنكرات، السيدة العجوز وتطبيق المكياج في الرجل الأصلع).

- جيمس مكافوي من بين آخرين في” سجلات نارنيا، الأسد، الساحره وخزانة الملابس).

- ريك مايال: الإسقاط الميت فريد.

- لاريسا وديع : جو هاواي المتوسط (بالإضافة لتطبيق المكياج وإلغاء القناع)

- ميليندا ميسنجر: مبادلة الممشاهير (تطبيق مكياج لميندا).

- جاك نيكلسون: جاك نابير، (الجوكر في باتمان 1989).

- كارولين بالمر: الشمس الملتقطة (الثري ومقايضة السباق).

- رون بيرلمان: عدت مرات في حياته المهنية ولكن أبرزها “فتى الجحيم”.

- براد بيت: القضية الغريبة لبنجامين بتن.

- كاتبي برايس: (ويعرف باسم الأردن) تطبيق المكياج وجتس ايفين

- ليند رويسون: مقايضة المشاهير. (تطبيق مكياج ليندا)

- ميلينا سكانتلن: طريقة تركيب المكياج الكامل والمشاهد المكشوفة.

- أرنولد شوارزنيجر: كتكرار للمنهي في المنهي وتسلسلاته المنهي 2: يوم القيامة والمنهي 3: صعود الآلات.

- كارول سمايلي: تطبيق مبادلة بين الجنسين وتطبيق المكياج.

- ليا طومسون: إرادة خاصة بهم العودة إلي المستقبل الجرء الثاني والعودة إلى المستقبل (بما في ذلك تطبيق المكياج)

الكثير من الممثلين في الفيلم الثلاثي: سيد الختم” ومن بينهم سيما جون وريس دفيز، والعديد من الممثلين البارعون والعمالقة يصورون فيلم العفاريت.